# Peldschidiin Genden

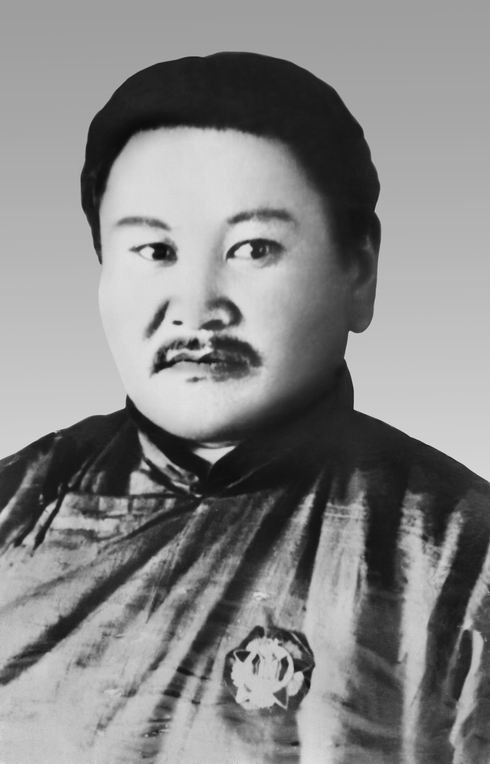
Peldschidiin Genden

Peldschidiin Genden (mongolisch Пэлжидийн Гэндэн, ᠫᠧᠯᠵᠢᠳ ᠦᠨ ᠭᠡᠨᠳᠡᠩ; * 1892; † 26. November 1937 in Moskau) war Staatspräsident und Premierminister der Mongolischen Volksrepublik. Genden wurde zur Zeit des Großen Terrors in der Sowjetunion Opfer stalinistischer Säuberungen und 1937 erschossen.

## Leben
Seine Amtszeit als Staatspräsident (Vorsitzender des Kleinen Staats-Chural) dauerte vom 29. November 1924 bis zum 15. November 1927. Das Amt des Premierministers (Vorsitzender des Rats der Volkskommissare) übernahm er am 2. Juli 1932 von Tsengeltiin Dschigdschiddschaw.
Genden galt als ein gemäßigter Kommunist. Als er zum Premierminister ernannt wurde, wurde die „Neue Richtung“ ausgerufen, die nach der angeblichen „linken Abweichung“ zuvor einige Kurskorrekturen der mongolischen Politik bedeutete.
Im Laufe seiner Amtszeit geriet er mehrfach in Konflikt mit der Sowjetunion. Es gibt Berichte, wonach er Josef Stalin bei einem Treffen als „Zar“ bezeichnet und ihm seine Tabakpfeife aus dem Mund geschlagen habe. Genden versuchte, die Eliminierung der buddhistischen Mönche in der Mongolei zu verhindern, und opponierte gegen die Stationierung sowjetischer Truppen.
Stalin organisierte zusammen mit Tschoibalsan eine Plenarversammlung der Mongolischen Revolutionären Volkspartei in Ulan Bator, die ihn am 2. März 1936 seines Amtes enthob. Genden wurde zunächst unter Hausarrest gestellt und später auf die Krim abgeschoben. Unter dem Vorwand der Spionage für das Japanische Kaiserreich wurde er am 26. November 1937 in Moskau erschossen. Er galt danach als „Unperson“, die Erwähnung seines Namens wurde unter Strafe gestellt. Erst im Jahr 1990 wurde Genden rehabilitiert.
Seine Tochter Tserendulam eröffnete 1998 in seinem Wohnhaus das „Museum zur Erinnerung an die Opfer der Politischen Verfolgungen“. Dort wird auch der anderen Opfer der politischen Morde gedacht.